# Ben Bamfuchile
Ben Pabili Bamfuchile (12 aprile 1960 – 27 dicembre 2007) è stato un allenatore di calcio e calciatore zambiano, di ruolo difensore.

## Biografia
È deceduto il 27 dicembre 2007, stroncato da una malattia.

## Carriera

### Giocatore

#### Club
Ha giocato dal 1977 al 1980 nel Roan Utd. Nel 1980 è stato acquistato dal Nkana, club con cui ha militato per nove anni e con cui ha vinto 5 volte il campionato zambiano e due volte la Coppa dello Zambia. Ha concluso la propria carriera da giocatore nel 1989.

### Allenatore
Ha cominciato la propria carriera da allenatore nel 1990, come vice allenatore del Nkana. Nel 1992 è stato promosso allenatore e ha guidato il Nkana fino al 1997. Nel 1998 è stato nominato commissario tecnico della Nazionale zambiana. Ha partecipato, con la Nazionale zambiana, alla Coppa d'Africa 2000. Nel 2001 ha firmato un contratto con il Power Dynamos. Nel 2004 è diventato assistente del commissario tecnico della Nazionale zambiana. Nel 2006 è diventato commissario tecnico della Nazionale namibiana, con cui è riuscito a qualificarsi per la Coppa d'Africa 2008.

## Palmarès

### Giocatore

#### Club

##### Competizioni nazionali
- Campionato zambiano di calcio: 5

Nkana: 1982, 1983, 1985, 1986, 1988
- Coppa dello Zambia: 2

Nkana: 1986, 1989